# Ђело Бискардо (Арецо)
Ђело Бискардо је насеље у Италији у округу Арецо, региону Тоскана.
Према процени из 2011. у насељу је живело 34 становника. Насеље се налази на надморској висини од 480 м.